# Сажино (Владимирская область)
Сажино — деревня в Ковровском районе Владимирской области России, входит в состав Новосельского сельского поселения.

## География
Деревня расположена в 16 км на юго-запад от центра поселения посёлка Новый и в 24 км на юго-запад от райцентра города Ковров.

## История
В XIX — первой четверти XX века деревня входила в состав Бельковской волости Ковровского уезда, с 1926 года — в составе Клюшниковской волости. В 1859 году в деревне Сажино числилось 6 дворов, в деревне Высоково, располагавшейся южнее, — 12 дворов и 133 жит., в 1905 году — 19 дворов, в 1926 году — 21 дворов.
С 1929 года деревня входила в состав Русинского сельсовета Ковровского района, с 1940 года — в составе Дмитриевского сельсовета, с 1958 года — в составе Великовского сельсовета, с 1972 года — в составе Новосельского сельсовета, с 2005 года — в составе Новосельского сельского поселения.

## Население
| 1859 | 1905 | 1926 |
| ---- | ---- | ---- |
| 51   | 116  | 115  |

| 1859 | 1905 | 1926 | 2002 | 2010 | 2021 |
| ---- | ---- | ---- | ---- | ---- | ---- |
| 51   | ↗116 | ↘115 | ↘4   | ↗8   | ↗32  |